# Noah Young
Noah Young (* 2. Februar 1887 in North Park, Colorado; † 18. April 1958 in Los Angeles, Kalifornien) war ein US-amerikanischer Schauspieler.

## Leben und Karriere
Noah Young wurde in Colorado als jüngster Sohn von Noah Young Sr. und dessen Frau Mary Anson geboren, beide waren englischer Herkunft. Er wurde zunächst professioneller Gewichtheber, sowohl im Zirkus, als auch bei professionellen Wettbewerben. So lief er etwa eine Meile in achteinhalb Minuten, während er einen 75 Kilo schweren Mann auf seinem Rücken trug. Ab 1918 arbeitete Young als Schauspieler für die Hal Roach Studios, bis 1935 trat er in fast 200 Filmen auf (fast ausschließlich für Roach). Wegen seiner eindrucksvollen Statur wurde er meist mit der Darstellung von starken, aber häufig brutalen und einfältigen Figuren in Nebenrollen betraut. So wirkte er etwa als grimmiger Polizist in Harold Lloyds Stummfilm-Klassiker Ausgerechnet Wolkenkratzer! aus dem Jahre 1923 mit. Er zählte zu den profiliertesten Nebendarstellern Lloyds und trat in fast 50 von dessen Filmen auf, meist setzte er ihn als lästigen Gegenspieler wie in Um Himmels willen ein.
Young spielte außerdem in fünf Filmen von Laurel und Hardy, die ebenfalls bei Roach unter Vertrag standen. Er spielte unter anderem den brutalen Mörder in Do Detectives Think?, vor dem Stan und Ollie als Privatdetektive einen Richter schützen sollen, sowie Stans furchteinflößenden Boxgegner in Die Schlacht des Jahrhunderts. Nach Beginn der Tonfilmära spielte Young meist nur noch kleinere Rollen, da er Probleme mit seiner Stimme hatte. Sein letzter Film war die Laurel-und-Hardy-Komödie Wir sind vom schottischen Infanterie-Regiment von 1935. Anschließend betätigte er sich als Immobilienmakler. Noah Young war nie verheiratet, lebte jedoch über Jahrzehnte mit Hattie Bonney zusammen, der Witwe eines Rennfahrers. Er verstarb 1958 im Alter von 71 Jahren an einem Herzinfarkt.

## Filmografie (Auswahl)
- 1918: Kicking the Germ Out of Germany (Kurzfilm)
- 1919: Pleite am Broadway (Bumping Into Broadway, Kurzfilm)
- 1919: Ask Father (Kurzfilm)
- 1919: Von der Hand in den Mund (From Hand to Mouth, Kurzfilm)
- 1920: His Royal Slyness (Kurzfilm)
- 1920: Er im Wilden Westen (An Eastern Westerner, Kurzfilm)
- 1920: Er im Haus des Schreckens (Haunted Spooks, Kurzfilm)
- 1920: Er heilt die Mondsüchtigen (High and Dizzy, Kurzfilm)
- 1921: Matrose wider Willen (A Sailor-Made Man)
- 1921: Er im Schlafwagen (Now or Never, Kurzfilm)
- 1921: Er als zwanzigfacher Familienvater (I Do, Kurzfilm)
- 1921: High Society (Among Those Present, Kurzfilm)
- 1922: Großmutters Junge (Grandma's Boy)
- 1923: Ausgerechnet Wolkenkratzer! (Safety Last!)
- 1926: Um Himmels willen, Harold Lloyd! (For Heaven's Sake)
- 1927: The First Auto
- 1927: Laurel und Hardy: Sugar Daddies (Kurzfilm)
- 1927: Laurel und Hardy: Die Rache des Raubmörders (Do Detectives Think?, Kurzfilm)
- 1927: Die unfolgsame Tochter (Why Girls Say No, Kurzfilm)
- 1927: Laurel und Hardy: Die Schlacht des Jahrhunderts (The Battle of the Century)
- 1929: Harold, der Drachentöter (Welcome Danger)
- 1930: Harold, halt dich fest! (Feet First)
- 1932: Filmverrückt (Movie Crazy)
- 1934: Harold Lloyd, der Strohmann (The Cat’s Paw)
- 1935: Fräulein Wirbelwind (Vagabond Lady)
- 1935: Laurel und Hardy: The Fixer Uppers (Kurzfilm)
- 1935: Laurel und Hardy: Wir sind vom schottischen Infanterie-Regiment (Bonnie Scotland)